# میچ مکانل
میچل «میچ» مکانل جونیور (به انگلیسی: Mitch McConnell)، (متولد ۲۰ فوریه ۱۹۴۲) سناتور پرسابقه ایالات متحده از ایالت کنتاکی است. او که عضو حزب جمهوریخواه است، رهبری اکثریت سنای ایالات متحده را بر عهده دارد. وی برای نخستین‌بار در ۳ ژانویه ۱۹۸۵ به‌عضویت این مجلس درآمد. با پیروزی حزب جمهوریخواه در انتخابات سال ۲۰۱۴، از ژانویه ۲۰۱۵ مکانل به عنوان رهبر اکثریت سنا فعالیت می‌کند.
همسر کنونی او ایلین چاو وزیر کار ایالات متحده در دولت جرج دبلیو بوش و وزیر ترابری ایالات متحده آمریکا در دولت (دونالد ترامپ) بود.

## آغاز زندگی و تحصیلات (۱۹۴۲–۱۹۶۷)
مکانل در ۲۰ فوریه ۱۹۴۲ از ادیسن مچل مکانل سینیر (۱۹۱۷–۱۹۹۰) و جولیا اودین "دین " (نام تولد :شاکلی) مکانل (۱۹۱۹–۱۹۹۳) به دنیا آمد. مکانل در شفیلد، آلاباما متولد شد، و در آتن، آلاباما که در همان نزدیکی بود رشد یافت. او اسکات-ایرلندی و انگلیسی تبار است. یکی از نیاکان او در طرف آمریکایی جنگ انقلاب آمریکا جنگید.
در سال ۱۹۴۴ در سن دو سالگی، بالای پای چپ مکانل در اثر حمله فلج اطفال فلج شد. او در مؤسسه آب گرم روزولت برای توانبخشی درمان شد. درمان احتمالاً باعث شد او از معلولیت در ادامه زندگیش نجات یابد. مکانل گفته خانواده اش به خاطر مخارج بیماری او «تقریباً ورشکسته» شد.
در ۱۹۵۰، که مکانل هشت ساله بود، با خانواده اش از ایتنز به آگوستا، جورجیا منتقل شدند، جایی که پدرش که در نیروی زمینی ایالات متحده آمریکا بود، در فورت گوردون مستقر بود.
این خانواده در سال ۱۹۵۶ به لوییویل، کنتاکی، منتقل شدند. او در سال دانشگاه لوییویل با افتخار با بی‌ای در علوم سیاسی فارغ‌التحصیل شد.
مکانل در راهپیمایی به سوی واشینگتن برای کار و آزادی در سال ۱۹۶۳، که مارتین لوتر کینگ جونیور در آن سخنرانی «رؤیایی دارم» را ایراد کرد، شرکت داشت. در ۱۹۶۴، او در ۲۲ سالگی کارآموز سناتور جان شرمن جوپر شد. این دوره بعدها الهام بخش او برای رقابت در انتخابات سنا شد.
در سال ۱۹۶۷ از مدرسه حقوق دانشگاه کنتاکی که در آن رئیس کانون وکلای دانشجویی بود فارغ‌التحصیل شد.